# Faculté de médecine dentaire de Casablanca
 (juin 2018).
La Faculté de médecine dentaire de Casablanca fut créée au Maroc en 1981 afin de répondre à la nécessité des citoyens en domaine des soins dentaires.
Elle constitue, avec la Faculté de Médecine dentaire de Rabat, les seules facultés de médecine dentaire au Maroc permettant l'apprentissage et l’acquisition de la bonne expérience en ce domaine.
L’encadrement pédagogique fut initialement assuré par des Professeurs expérimentés ayant travaillé dans les secteurs privés et publics et ayant connu divers cas et fréquenté plusieurs instituts 
En 1987, la Faculté salua la sortie de sa première promotion.
La décennie 1990 fut marquée par la formation des formateurs, afin de parvenir à une autonomie d’encadrement pour la formation de la crème des étudiants de médecine dentaire au Maroc. Cet objectif a été atteint en 1999

## Recherche
La faculté de médecine dentaire de Casablanca a procédé au recrutement d’enseignants chercheurs fondamentalistes, afin d’initier et de développer la recherche scientifique.
Les activités de recherche de la Faculté sont axées sur la biologie, les biomatériaux et l’épidémiologie, ces trois dernières regroupent quatre équipes accréditées, œuvrant chacune sur une thématique bien définie.

## Infrastructure
L’infrastructure de la Faculté de médecine dentaire de Casablanca a connu de grands réaménagements.
- une extension par la construction de deux amphithéâtres, une salle de séminaire, une buvette et un bâtiment administratif,
- la construction d’un bâtiment pédagogique logeant en son sein, des salles de TP, salles de TD, 8 départements, des laboratoires de recherches…

Les travaux de construction furent achevés en 2001.

## Formation
La Faculté de médecine dentaire de Casablanca accueille annuellement environ 100 étudiants. Depuis sa fondation, elle a formé plus de 1400 médecins dentistes généralistes dont la majorité exercent leur profession à titre libéral, et, 45 spécialistes en Odontologie dont la majorité exerce au sein du Centre de consultation et de traitement dentaire de Casablanca, qui depuis 1989 est devenu l’une des 4 formations du Centre hospitalo-universitaire Ibn Rochd.

### Formation initiale

#### Doctorat en médecine dentaire

##### Accès en première année
L’accès en première année des études de médecine dentaire a lieu par voie de concours ouvert aux candidats titulaires du baccalauréat de l'année en cours dans l'une des séries suivantes :
- Séries sciences expérimentales
- Séries sciences expérimentales originelles
- Séries sciences mathématique A
- Séries sciences mathématique B
- Séries sciences agronomiques

Les demandes d'inscription au concours d'accès à la Faculté de médecine dentaire de Casablanca sont déposées à la faculté ou envoyées par courrier avant le 15 juin de chaque année.
Le dossier de candidature comporte les pièces suivantes :
- Une demande manuscrite
- Un certificat de scolarité portant le nom et le prénom du candidat en français et le numéro d’examen du baccalauréat (CNE)
- Une photocopie de la carte d’identité nationale (CIN) ou un extrait d'acte de naissance pour les élèves n'ayant pas atteint l'âge de 18 ans.
- Une enveloppe et quatre timbres

Seuls les élèves faisant partie des académies de la zone sud du Maroc ont le droit de postuler à ce concours.
Le concours se déroule en deux phases comprenant :
1. une présélection des candidats qui consiste à classer les candidats, par ordre de mérite, opérée sur la base de la moyenne générale obtenue au baccalauréat.
2. des épreuves écrites qui comprennent :
3. Une épreuve de sciences naturelles
4. Une épreuve de chimie
5. Une épreuve de physique
6. Une épreuve de mathématiques

Elles portent sur les programmes du baccalauréat (série sciences expérimentales).

##### Internat-Résidanat

###### Internat
Accès par voie de concours ouvert aux étudiants de médecine dentaire ayant validé l’ensemble des modules des 4 premières années

Fonction exercée  à plein temps pendant 2 années réparties en 4 périodes successives de stages de 6 mois. Les internes doivent valider l’ensemble des stages à savoir :  
- Parodontologie-Pathologie
- Odontologie conservatrice
- Pédodontie – ODF
- Prothèse

###### Résidanat
L'accès aux fonctions de résident de médecine dentaire a lieu :
- Sur titre pour les internes
- Sur concours ouvert aux docteurs en médecine dentaire comptant un an d’exercice effectif
- Durée de la spécialité : 4 ans

Les spécialités odontologiques sont les suivantes :
- Parodontologie
- Odontologie conservatrice
- Pédodontie-prévention
- Orthodontie dento-faciale
- Prothèse adjointe
- Prothèse conjointe
- Odontologie chirurgicale

### Formation continue
Diplôme d’Urgences odontologiques médicales et chirurgicales

Diplôme universitaire d'orthodontie

Diplôme universitaire de radiologie dentaire et maxillo-faciale

Diplôme universitaire d'endodontie - dentisterie restauratrice

Diplôme universitaire d'implantologie orale

Certificat universitaire de management du cabinet dentaire

## Certification
1. Accréditation de la Faculté de médecine dentaire de Casablanca auprès de l'OMS[1]
2. Certification de la Faculté de médecine dentaire de Casablanca ISO 9001 version 2008[2]